# Зайченко Юрій Петрович
Юрій Петрович Зайченко (*4 квітня 1942) — український учений у галузі автоматичних систем управління. Доктор технічних наук, професор. Академік АН ВШ України з 1995 р.

## Біографія
Народився у Києві в родині службовців. Мати — лікар Гудкова Ніна Микитівна, Праведниця народів світу, Праведниця Бабиного Яру.
У 1959 р. вступив на електротехнічний факультет КПІ, який закінчив з відзнакою 1965 р. і у вересні того ж року вступив до аспірантури на кафедрі телемеханіки КПІ. Вся подальша науково-педагогічна діяльність пов'язана з КПІ. У 1968 р. захистив канд. дисертацію й працював на кафедрі телемеханіки, а з 1969 р. — технічної кібернетики. Доцент (1973). У 1978—1983 рр. — на кафедрі АСУП. У 1981 р. захистив докторську дисертацію. Професор (1983). У 1983—1990 рр. — завідувач кафедри автоматизації теплоенергетичних процесів. Із 1993 р. — професор кафедри математичних методів системного аналізу. З 2001 р. — декан факультету другої вищої освіти УНК «Інститут прикладного системного аналізу» НТУУ «КПІ».
Предмети:
- теорія прийняття рішень;
- комп'ютерні мережі;
- програмне забезпечення комп'ютерних мереж;
- основи проектування інтелектуальних систем;
- нечіткі моделі та методи в інтелектуальних системах.[3]

Хобі: мандри, садівництво, шахи.

## Наукова діяльність
Наукові інтереси: дослідження операцій, теорія прийняття рішень, моделювання й оптимізація комп'ютерних мереж. Запропонував метод багатокритеріальної оптимізації в нечітких умовах. Розробив моделі й методи оптимізації комп'ютерних мереж з перспективними комунікаційними технологіями. В рамках досліджень у галузі штучного інтелекту розробив новий метод моделювання складних систем в умовах неповноти й невизначеності вихідних даних — т. зв. нечіткий метод групового урахування аргументів, який успішно застосовується в задачах прогнозування в макроекономіці й фінансовій сфері.
Математичні методи прийняття рішень, системи підтримки прийняття рішень, методи прогнозування, системи з нечіткою логікою та нечіткі нейронні мережі в задачах аналізу та прогнозування в макроекономіці та фінансовій сфері. Аналіз та прогнозування ризиків в економіці та фінансовій сфері. Моделювання . аналіз та оптимізація комп'ютерних мереж з перспективними комунікаційними технологіями (ATM, MPLS).
Має понад 200 друкованих робіт, зокрема 10 підручників та посібників. Брав участь у розробці навчального плану нової спеціальності «інтелектуальні системи ухвалення рішень».
Підготував 12 докторів і 12 кандидатів наук.

## Нагороди
- Державна премія України в галузі науки і техніки 2011 року — за цикл наукових праць «Конструктивна теорія моделювання, аналізу та оптимізації систем з неповними даними та її застосування» (у складі колективу)[4]
- Лауреат Нагороди Ярослава Мудрого АН ВШ України (2007).

## Праці
- Зайченко Ю. П. Аналіз багатокритеріальної задачі оптимізації інвестицийного портфеля на основі прогнозування прибутковості акцій [Архівовано 1 травня 2018 у Wayback Machine.] / Зайченко Ю. П., Сидорук І. А. // Вісник НТУУ «КПІ». Інформатика, управління та обчислювальна техніка: збірник наукових праць. — 2015. — Вип. 62. — С. 79–88. — Бібліогр.: 7 назв.
- Ови Нафас Агаи аг Гамиш. Анализ финансового состояния и прогнозирование риска банкротства банков [Архівовано 28 квітня 2017 у Wayback Machine.] / Ови Нафас Агаи аг Гамиш, Ю. П. Зайченко, О. С. Войтенко // Системні дослідження та інформаційні технології: міжнародний науково-технічний журнал. — 2015. — № 2. — С. 59–74. — Бібліогр.: 4 назв.
- Дьяконова С. В. Подход к решению задачи автоматизированного обнаружения зданий на спутниковых изображениях [Архівовано 23 квітня 2018 у Wayback Machine.] / Дьяконова С. В., Зайченко Ю. П. // Вісник НТУУ «КПІ». Інформатика, управління та обчислювальна техніка: збірник наукових праць. — 2013. — Вип. 58. — С. 51–55. — Бібліогр.: 8 назв.
- Надеран Э. Подход к разработке системы распознавания рукописных математических выражений вводимых в ЭВМ в режиме реального времени [Архівовано 21 квітня 2018 у Wayback Machine.] / Надеран Э., Зайченко Ю. П. // Вісник НТУУ «КПІ». Інформатика, управління та обчислювальна техніка: збірник наукових праць. — 2013. — Вип. 58. — С. 56–60. — Бібліогр.: 8 назв.
- Дьяконова С. В. Анализ методов сегментации спутниковых изображений [Архівовано 21 квітня 2018 у Wayback Machine.] / С. В. Дьяконова, Ю. П. Зайченко // Вісник НТУУ «КПІ». Інформатика, управління та обчислювальна техніка: збірник наукових праць. — 2012. — № 57. — С. 118—123. — Бібліогр.: 9 назв.
- Згуровский М. З. Комплексный анализ риска банкротства корпораций в условиях неопределенности. Часть 1 [Архівовано 2 лютого 2017 у Wayback Machine.] / М. З. Згуровский, Ю. П. Зайченко // Системні дослідження та інформаційні технології: науково-технічний журнал. — 2012. — № 1. — С. 113—128. — Бібліогр.: 6 назв.
- Згуровский М. З.Комплексный анализ риска банкротства корпораций в условиях неопределенности. Часть 2 [Архівовано 28 квітня 2017 у Wayback Machine.] / М. З. Згуровский, Ю. П. Зайченко // Системні дослідження та інформаційні технології: науково-технічний журнал. — 2012. — № 2. — С. 111—124. — Бібліогр.: 7 назв.
- Зайченко Ю. П. Исследование двойственной задачи оптимизации инвестиционного портфеля в нечетких условиях [Архівовано 28 квітня 2017 у Wayback Machine.] / Ю. П. Зайченко, Ови Нафас Агаи Аг Гамиш // Системні дослідження та інформаційні технології: науково-технічний журнал. — 2011. — № 3. — С. 63–76. — Бібліогр.: 3 назви.
- Зайченко Ю. П. Применение нечеткого классификатора NEFClass к задаче распознавания зданий на спутниковых изображениях сверхвысокого разрешения [Архівовано 5 квітня 2018 у Wayback Machine.] / Ю. П. Зайченко, С. В. Дьяконова // Вісник НТУУ «КПІ». Інформатика, управління та обчислювальна техніка: збірник наукових праць. — 2011. — № 54. — С. 31–35. — Бібліогр.: 4 назви.
- Зайченко Ю. П. Структурный анализ рукописных математических выражений [Архівовано 5 квітня 2018 у Wayback Machine.] / Ю. П. Зайченко, Е. Надеран // Вісник НТУУ «КПІ». Інформатика, управління та обчислювальна техніка: збірник наукових праць. — 2011. — № 54. — С. 12–17. — Бібліогр.: 7 назв.
- Зайченко Ю. П. Удосконалення методу оптимізації нечіткого фондового портфелю з новими функціями ризику [Архівовано 5 квітня 2018 у Wayback Machine.] / Ю. П. Зайченко, М. О. Мурга // Вісник НТУУ «КПІ». Інформатика, управління та обчислювальна техніка: збірник наукових праць. — 2011. — № 54. — С. 54–63. — Бібліогр.: 8 назв.
- Зайченко Е. Ю. Инструментальный комплекс алгоритмов и программ оптимального проектирования сетей с технологией MPLS [Архівовано 17 червня 2020 у Wayback Machine.] / Е. Ю Зайченко, Ю. П. Зайченко, А. Н. Лавринчук // Вісник НТУУ «КПІ». Інформатика, управління та обчислювальна техніка: збірник наукових праць. — 2010. — № 52. — С. 64–70. — Бібліогр.: 6 назв.
- Зайченко Ю. П. Оценка кредитных банковских рисков с использованием нечеткой логики [Архівовано 28 квітня 2017 у Wayback Machine.] / Ю. П. Зайченко // Системні дослідження та інформаційні технології: науково-технічний журнал. — 2010. — № 2. — С. 37–54. — Бібліогр.: 2 назв.
- Зайченко Ю. П. Анализ модели оптимизации нечеткого портфеля [Архівовано 16 січня 2019 у Wayback Machine.] / Ю. П. Зайченко, Малихех Есфандиярфард, Ови Нафа Агаи Аг Гамиш // Вісник НТУУ «КПІ». Інформатика, управління та обчислювальна техніка: збірник наукових праць. — 2009. — № 51. — С. 201—207. — Бібліогр.: 4 назви.
- Зайченко Ю. П. Исследование нечетких нейронных сетей в задачах распознавания объектов электрооптических изображений [Архівовано 27 квітня 2017 у Wayback Machine.] / Ю. П. Зайченко, И. М. Петросюк, М. C. Ярошенко // Системні дослідження та інформаційні технології: науково-технічний журнал. — 2009. — № 4. — С. 61–76. — Бібліогр.: 8 назв.
- Зайченко Ю. П. Применение методов комплексирования аналогов и нечеткой логики для прогнозирования биржевых индексов [Архівовано 12 жовтня 2014 у Wayback Machine.] / Ю. П. Зайченко, А. В. Басараб // Вісник НТУУ «КПІ». Інформатика, управління та обчислювальна техніка: збірник наукових праць. — 2009. — № 51. — С. 216—220. — Бібліогр.: 6 назв.
- Зайченко Ю. П. Сравнительный анализ двух методов прогнозирования загрязнения воздушного бассейна [Архівовано 15 червня 2020 у Wayback Machine.] / Ю. П. Зайченко, В. А. Лабжинский // Вісник НТУУ «КПІ». Інформатика, управління та обчислювальна техніка: збірник наукових праць. — 2009. — № 50. — С. 49–55. — Бібліогр.: 13 назв.
- Зайченко Ю. П. Сравнительный анализ методов оценки риска банкротства предприятий [Архівовано 28 квітня 2017 у Wayback Machine.] / Ю. П. Зайченко, С. В. Рогоза, В. А. Столбунов // Системні дослідження та інформаційні технології: науково-технічний журнал. — 2009. — № 3. — С. 7–20. — Бібліогр.: 6 назв.
- Зайченко Ю. П. Метод вирішення задачі аналізу ситуацій системою підтримки прийняття рішення для прогнозування [Архівовано 3 квітня 2018 у Wayback Machine.] / Ю. П. Зайченко, М. Ю. Медін // Вісник НТУУ «КПІ». Інформатика, управління та обчислювальна техніка: збірник наукових праць. — 2008. — № 48. — С. 89–93. — Бібліогр.: 4 назв.
- Зайченко Ю. П. Применение систем на нечёткой логике к задаче медицинской диагностики [Архівовано 2 червня 2020 у Wayback Machine.] / Ю. П. Зайченко, Н. А. Мурга // Вісник НТУУ «КПІ». Інформатика, управління та обчислювальна техніка: збірник наукових праць. — 2008. — № 49. — С. 14–23. — Бібліогр.: 3 назви.
- Зайченко Ю. П. Анализ инвестиционного портфеля на основе прогнозирования курсов акций [Архівовано 29 травня 2020 у Wayback Machine.] / Ю. П. Зайченко, Малихех Есфандиярфард // Вісник НТУУ «КПІ». Інформатика, управління та обчислювальна техніка: збірник наукових праць. — 2007. — № 47. — С. 168—179. — Бібліогр.: 7 назв.
- Зайченко Ю. П. Нечеткие методы кластерного анализа в задачах автоматической классификации в экономике [Архівовано 2 червня 2020 у Wayback Machine.] / Ю. П. Зайченко, М. А. Гончар // Вісник НТУУ «КПІ». Інформатика, управління та обчислювальна техніка: збірник наукових праць. — 2007. — № 47. — С. 197—204. — Бібліогр.: 2 назви.
- Zaychenko Yu. Problem of fuzzy portfolio optimization and its solution with application of forecasting methods [Архівовано 28 квітня 2017 у Wayback Machine.] / Yuri Zaychenko, Inna Sidoruk // Системні дослідження та інформаційні технології: міжнародний науково-технічний журнал. — 2016. — № 1. — С. 85–98. — Бібліогр.: 10 назв.
- Модели и методы принятия решений в нечетких условиях / М. З. Згуровский, Ю. П. Зайченко. – Наукова Думка . К.; 2011. – 275 с.
- Основы вычислительного интеллекта / М. З. Згуровский, Ю. П. Зайченко // Изд. Наукова думка, 2013. – 408с.
- Ю. П. Зайченко Теорія прийняття рішень: підручник . – НТУУ КПІ, 2014. – 412 с.
- Сравнительный анализ методов прогнозирования макроэкономических показателей Украины / Ю. П. Зайченко, А. С. Гасанов // Системні дослідження та інформаційні технології . – № 1 . – 2013 . – С. 67-79.
- DIRECT AND DUAL PROBLEM OF INVE STMENT PORTFOLIO OPTIMIZATION UNDER UNCERTAINTY / Yuri. Zaychenko, Inna. Sydoruk // International Journal Information Technologies & Knowledge Volume 8, Number 3, 2014.
- Yuri Zaychenko Ovi Nafas Aghaei Agh Ghamish (Iran), Yuriy Zaychenko Comparative Analysis of Methods of Banks Bankruptcy Risk Forecasting under Uncertainty. International Journal of Engineering and Innovative Technology (IJEIT). Volume 4, Issue 5, February 2015.
- CONSTRUCTING AN OPTIMAL INVESTMENT PORTFOLIO BY USING FUZZY SETS THEORY / Yuri. Zaychenko, Inna. Sydoruk // International Journal «Information Theories and Applications». – Vol. 22. – Number 1. – 2015. – pp. 50-69
- Banks Financial State Analysis and Bankruptcy Forecasting / Ovi Nafas Aghaei Agh Ghamish (Iran), Yuriy Zaychenko, Olga Voitenko // International Journal of Engineering and Innovative Technology (IJEIT) . – Volume 4. – Issue 6. December 2014.
- MPLS NETWORK STRUCTURAL SYNTHESIS WITH APPLICATION OF MODIFIED GENETIC ALGORITHM / Yuriy Zaychenko, Helen Zaychenko // International Journal Information Content and Processing. – Volume 1. – Number 1. – 2014. – Pp.73-78.
- Анализ финансового состояния и прогнозирование риска банкротства банков / Ови Нафас Аги аг Гамиш, Зайченко Ю. П., О. Войтенко // Системні дослідження та інформаційні технології. – № 2, 2015. – с. 58-72.